# ガンバリオン
株式会社ガンバリオン（英: GANBARION Co.,Ltd.）は、日本のゲームソフト開発会社。GFF正会員。

## 概要
1999年8月13日にテクノソフトの経営危機によるゲーム開発事業からの撤退から、営業職であった山倉千賀子を中心に元スタッフ9名が独立し設立。アニメ・漫画作品のゲームを主に開発している。福岡ゲーム産業振興機構のメンバー企業。

## 作品一覧
| 発売年 | タイトル                                                    | プラットフォーム                          | 発売元                                       |
| ------ | ----------------------------------------------------------- | ----------------------------------------- | -------------------------------------------- |
| 2001年 | ONE PIECE グランドバトル!                                   | PlayStation                               | バンダイ                                     |
| 2002年 | ONE PIECE グランドバトル! 2                                 | PlayStation                               | バンダイ                                     |
| 2002年 | あずまんがドンジャラ大王                                    | PlayStation                               | バンダイ                                     |
| 2003年 | ONE PIECE グランドバトル! 3                                 | PlayStation 2 ニンテンドー ゲームキューブ | バンダイ                                     |
| 2004年 | 球闘士バトローラーエックス                                  | ゲームボーイアドバンス                    | バンダイ                                     |
| 2004年 | ONE PIECE グラバト! RUSH                                    | PlayStation 2 ニンテンドーゲームキューブ  | バンダイ                                     |
| 2005年 | ジャンプスーパースターズ                                    | ニンテンドーDS                            | 任天堂                                       |
| 2006年 | ジャンプアルティメットスターズ                              | ニンテンドーDS                            | 任天堂                                       |
| 2007年 | ONE PIECE アンリミテッドアドベンチャー                      | Wii                                       | バンダイナムコゲームス                       |
| 2008年 | ONE PIECE アンリミテッドクルーズ エピソード1 波に揺れる秘宝 | Wii                                       | バンダイナムコゲームス                       |
| 2009年 | ONE PIECE アンリミテッドクルーズ エピソード2 目覚める勇者   | Wii                                       | バンダイナムコゲームス                       |
| 2010年 | ONE PIECE ギガントバトル!                                   | ニンテンドーDS                            | バンダイナムコゲームス                       |
| 2011年 | ONE PIECE アンリミテッドクルーズ SP                         | ニンテンドー3DS                           | バンダイナムコゲームス                       |
| 2011年 | パンドラの塔 君のもとへ帰るまで                             | Wii                                       | 任天堂                                       |
| 2011年 | ONE PIECE ギガントバトル! 2 新世界                          | ニンテンドーDS                            | バンダイナムコゲームス                       |
| 2011年 | いっしょに遊ぼう! ドリームテーマパーク                      | Wii                                       | バンダイナムコゲームス                       |
| 2013年 | Wii Fit U                                                   | Wii U                                     | 任天堂                                       |
| 2013年 | ONE PIECE アンリミテッドワールド レッド                     | ニンテンドー3DS                           | バンダイナムコゲームス                       |
| 2014年 | ONE PIECE アンリミテッドワールド レッド                     | PlayStation 3 PlayStation Vita Wii U      | バンダイナムコゲームス                       |
| 2014年 | ONE PIECE 超グランドバトル! X                               | ニンテンドー3DS                           | バンダイナムコゲームス                       |
| 2015年 | ワールドトリガー スマッシュボーダーズ                       | iOS / Android                             | バンダイナムコエンターテインメント           |
| 2015年 | ゴロンディア                                                | iOS / Android                             | 自社パブリッシングおよびオリジナルIPタイトル |
| 2016年 | ドラゴンボールフュージョンズ                                | ニンテンドー3DS                           | バンダイナムコエンターテインメント           |
| 2016年 | キングダム セブンフラッグス                                 | iOS / Android                             | バンダイナムコエンターテインメント           |
| 2017年 | 修羅道                                                      | iOS / Android                             | 自社パブリッシングおよびオリジナルIPタイトル |
| 2017年 | ONE PIECE アンリミテッドワールド レッド                     | Nintendo Switch PlayStation 4             | バンダイナムコエンターテインメント           |
| 2019年 | ONE PIECE WORLD SEEKER                                      | PlayStation 4                             | バンダイナムコエンターテインメント           |
| 2021年 | 縁がわ男子とけものたん                                      | iOS / Android Nintendo Switch             | 自社パブリッシングおよびオリジナルIPタイトル |